# Derecho de Uruguay
El sistema jurídico de Uruguay pertenece a la tradición del Derecho continental europeo.
La base de su derecho público es la Constitución de 1967, enmendada en 1989, 1994, 1996 y 2004. De acuerdo con ella, Uruguay es una república democrática. Hay una clara separación de funciones entre el Poder Ejecutivo, el Poder Legislativo y el Poder Judicial. Asimismo, existen otros órganos de control, como la Corte Electoral, Tribunal de lo Contencioso Administrativo y el Tribunal de Cuentas.
Por otra parte, las relaciones privadas se rigen por el Código Civil uruguayo, que fue publicado por primera vez en 1868, gracias a la labor de Tristán Narvaja.

## Derecho comercial

### Derecho concursal
El derecho concursal, como aquella rama del derecho cuyo objeto es la regulación del proceso concursal y la situación y relaciones jurídicas del deudor y sus acreedores, en Uruguay ha tenido múltiples normas, que comprendieron institutos como la quiebra y el concordato (Código de Comercio uruguayo, Libro IV, hoy derogado), liquidación judicial de sociedades anónimas (Leyes 2230, 17292) y administrativa (Leyes 15322 y 18401), el concurso civil (artículos 452 a 472 del Código General del Proceso) y el concurso comercial (Ley 18387).

## Derecho electoral
El régimen electoral de Uruguay rige desde la modificación del 8 de diciembre de 1996, introduciendo una verdadera reforma del sistema electoral originalmente previsto por la anterior Constitución de 1967. Las disposiciones constitucionales sobre materia electoral fueron legisladas por la Ley de Elecciones Nº 7 812 del 16 de enero de 1925, modificada por la Ley Nº 17 113 del 9 de junio de 1999.
El nuevo sistema introdujo la candidatura única a la Presidencia de la República; la reducción de candidatos para la Intendencia Municipal; la eliminación de diferencias entre lemas permanentes y accidentales; la separación en el tiempo de las elecciones nacionales y las departamentales; y las elecciones internas abiertas y simultáneas de los candidatos a la Presidencia,  Vicepresidencia de la República, así como de los órganos deliberativos de cada partido político.

## Derecho internacional privado
En materia de derecho internacional privado, Uruguay suscribió y ratificó numerosos tratados de derecho internacional privado de los foros codificadores de la Conferencia de La Haya de Derecho Internacional Privado a nivel internacional, de la Organización de los Estados Americanos a nivel continental (CIDIP I a VII) y del MERCOSUR a nivel regional.
A nivel nacional, como normativa básica rige la nueva Ley General de Derecho Internacional Privado que actualiza y complementa el sistema nacional de derecho internacional privado que rige a falta de un tratado internacional en la materia en el caso concreto, sustituyendo el régimen del Apéndice al título final del Código Civil uruguayo, establecido en 1941.